# Odd and the Frost Giants
Odd and the Frost Giants ist ein 2008 erschienenes Kinderbuch von Neil Gaiman, das Elemente aus der nordischen Mythologie verwendet. Das Buch gilt als eines der kinderfreundlicheren, beziehungsweise weniger dunklen Kinderbücher des Autors. Die deutsche Übersetzung von Andreas Steinhöfel erschien 2010 unter dem Titel Der lächelnde Odd und die Reise nach Asgard.

## Handlung
Odd ist ein junger, gehbehinderter Wikinger, dessen Vater seine Mutter einst aus Schottland raubte, später aber bei einem Beutezug ertrank. Odds Mutter heiratet darauf einen Witwer, der seine eigenen Kinder ihm vorzieht. Odd wird zudem von den anderen Bewohnern des Dorfs wegen seiner Behinderung und seines seltsamen Lächelns aufgezogen und zuweilen auch geschlagen. Als ein ungewöhnlich langer Winter das Land heimsucht, zieht Odd in den Wald. Dort begegnet er einem Bären, dessen Tatze in einem Baumloch feststeckt. Er hilft dem Bären trotz der Gefahr; nun gesellen sich ein Fuchs und ein Adler dazu. Bald wird klar, dass es sich dabei nicht um normale Tiere, sondern um die Götter Loki (Fuchs), Odin (Adler) und Thor (Bär) handelt, die von einem Eisriesen überlistet und aus Asgard verbannt wurden. Dazu hatte der Eisriese sich in eine schöne Frau verwandelt und Loki dazu gebracht, ihm Thors Hammer zu bringen. Nun wird der Winter ewig herrschen und den Tod über das Land der Nordmänner bringen.
Als er hört, dass der Weg nach Asgard über einen Regenbogen führt, dieser aber versperrt sei, da es im Winter einfach keinen Regen gibt, hat Odd eine Idee. Er nimmt an, dass im Schnee Regenbögen gefangen sind; also bricht er ein Stück Eis ab und haut es für seine Zwecke zurecht. Als er es in die Sonne hält, erscheint ein Regenbogen. Die Gefährten werden nach Asgard transportiert.
In Asgard erscheint Odd alles größer und wahrer. Thor, der nun riesige Bär, führt ihn zur Quelle Mimirs, aus der er trinkt. Er sieht dann in Visionen die Vergangenheit seiner Eltern; sein Vater verliebte sich in die Schönheit seiner Mutter, raubte sie, nahm sie aber erst zur Frau, nachdem er ihr seine Sprache beigebracht und sie zugestimmt hatte. Zudem sieht er, wie sein Vater an einer Holzschnitzerei arbeitet, die Odd, unfertig, bei sich führt. Er beendet die Schnitzerei und begibt sich am nächsten Tag nach Asgard, wo er dem Eisriesen begegnet.
Der Eisriese lässt sich, wegen seines eigenartigen Lächelns, auf ein Gespräch mit Odd ein. Er eröffnet ihm, dass sein Bruder die mächtige Mauer um Asgard errichtet hat, wofür ihm die Asen die schönsten Dinge der Welt versprochen hatten: die Sonne, den Mond und die Hand der Göttin Freya. Doch statt ihm diese Dinge zu geben, betrogen und töteten sie ihn. Er eröffnet ihm auch, dass er jetzt mit Freya verlobt sei, die aber immer nur keife und ihrem schönen Äußeren nicht gerecht werde. Auch befürchte er, dass die anderen Eisriesen nicht zu ihm kämen. Odd erklärt ihm, dass er einfach nach Hause gehen solle; er, Odd, habe ihn besiegt. Um nicht mit leeren Händen zu kommen, gibt er dem Riesen die Schnitzerei, deren genaues Wesen nicht eröffnet wird.
Nun regieren die Asen wieder in Asgard; Freya gibt Thor, Loki und Odin ihre alte Gestalt zurück und richtet Odds Bein her, so gut es geht. Odin schenkt ihm seinen Gehstab. Dann kehrt er, nun ein größerer Mann, nach Midgard zurück, wo der lange Winter endet. In seinem Dorf erfährt er, dass seine Mutter sich von ihrem zweiten Mann getrennt hat.